# Hard Boiled (bande dessinée)
Pour les articles homonymes, voir Hard Boiled.
Hard Boiled est un comic dans un genre qui se situe entre le dieselpunk et le cyberpunk, scénarisé par Frank Miller et dessiné par Geof Darrow publié en trois tomes par Dark Horse Comics de 1990 à 1992. Il a été traduit chez Delcourt, en deux tomes, de 1990 à 1992.

## Albums
- Tome 1 (1990)
- Tome 2 (1992)

- Édition intégrale (1995)  (ISBN 2-84055-052-0)

## Publication

### Éditeurs
- Delcourt (Collection Conquistador) : Tome 1.
- Delcourt (Collection Neopolis) : Tomes 1 et 2 et édition intégrale (première édition des tomes 1 et 2 et de l'édition intégrale).

## Adaptation
Hard Boiled est l'adaptation en jeu vidéo du comics par Cryo Interactive. Elle est sortie en 1997 sur PlayStation.